# Ouro Fino
Ouro Fino es un municipio brasilero del estado de Minas Gerais. Su población estimada en 2007 era de 31.154 habitantes. Está en una región montañosa, siendo cortada por valles, con altitudes variando entre 800 y 1600 metros (sede municipal a 908 metros de altitud).
Su clima es tropical de altitud, con verano lluvioso y ameno y período seco en el invierno, con noches y madrugadas frías. Temperatura media anual de 18 °C, con máximas de 34 °C en el verano y -2 °C en el invierno.
Ouro Fino está localizado próximo a grandes centros urbanos, distando 190 kilómetros de São Paulo (vía Fernão Días), 130 kilómetros de Campinas y 58 kilómetros de Pouso Alegre. Se localiza próximo al circuito de las aguas paulista, estando a 40 kilómetros de Águas de Lindóia y 55 kilómetros de Serra Negra.